# Mosab Hassan Youssef
Pour les articles homonymes, voir Youssef.
Ne doit pas être confondu avec Hassan Youssef.
Mosab Hassan Youssef (arabe : مصعب حسن يوسف), né le 5 mai 1978 à Ramallah, est le fils aîné du prédicateur palestinien Hassan Youssef, membre fondateur du Hamas. 
Mosab Hassan est célèbre pour avoir été, entre 1997 et 2007, l'un des plus importants informateurs du Service de sécurité intérieure israélien, particulièrement durant la Seconde Intifada. Il raconte cet engagement dans un livre autobiographique intitulé Le Prince Vert. Converti au christianisme et immigré aux États-Unis, il y est l'un des plus notables critiques de l'islam, des régimes arabes et des organisations politiques palestiniennes.

## Le Prince Vert
Dans son autobiographie, Le Prince Vert, publiée en 2010, Mosab Hassan Youssef raconte, avoir été arrêté par le Shin Bet israélien en 1996, alors qu'il était étudiant à l'université de Bir Zeit, à cause d'une arme qu'il avait achetée. Il y explique qu'il a d'abord accepté de travailler avec ce service de renseignement pour obtenir sa libération, et qu'ensuite il l'a effectivement renseigné parce qu'il désapprouvait les méthodes terroristes de la Seconde Intifada,,,. Son ancien agent traitant, Gonen Ben Itzhak, rapportera que, comme tout prisonnier, il a d’abord été malmené, privé de sommeil, avant qu’on lui propose de devenir un informateur. 
Dans son livre, Mosab Hassan Youssef affirme avoir permis l'arrestation d'Ibrahim Hamid et de Marwan Barghouti, ainsi que de son père Hassan Youssef pour lui éviter d'être assassiné, et d'avoir contribué à éviter l'assassinat de Shimon Peres,.
Il raconte aussi que sa rencontre avec des Anglais l'a conduit au christianisme dès 1999, par la lecture de la Bible.
La parution de son livre ne donne lieu à aucun démenti en Israël, sinon à cette appréciation par un ancien ancien chef adjoint du Shin Beth et ancien ministre de l'Environnement, Gideon Ezra, que les déclarations de Mosab Hassan sur ses agissements sont probablement exagérées. Son rôle d'agent double au profit du Shin Beth est toutefois confirmé et en 2012, il donne une conférence de presse à la Knesset où il est accueilli en héros. Par contre, en réaction à la publication de son livre, son père annonce avoir renié son fils à tout jamais.
De son autobiographie est tiré un film documentaire en 2014, où lui-même et son agent de liaison du Shin Bet témoignent, intitulé The Green Prince (en),, puis est adaptée au théâtre.

## Aux États-Unis

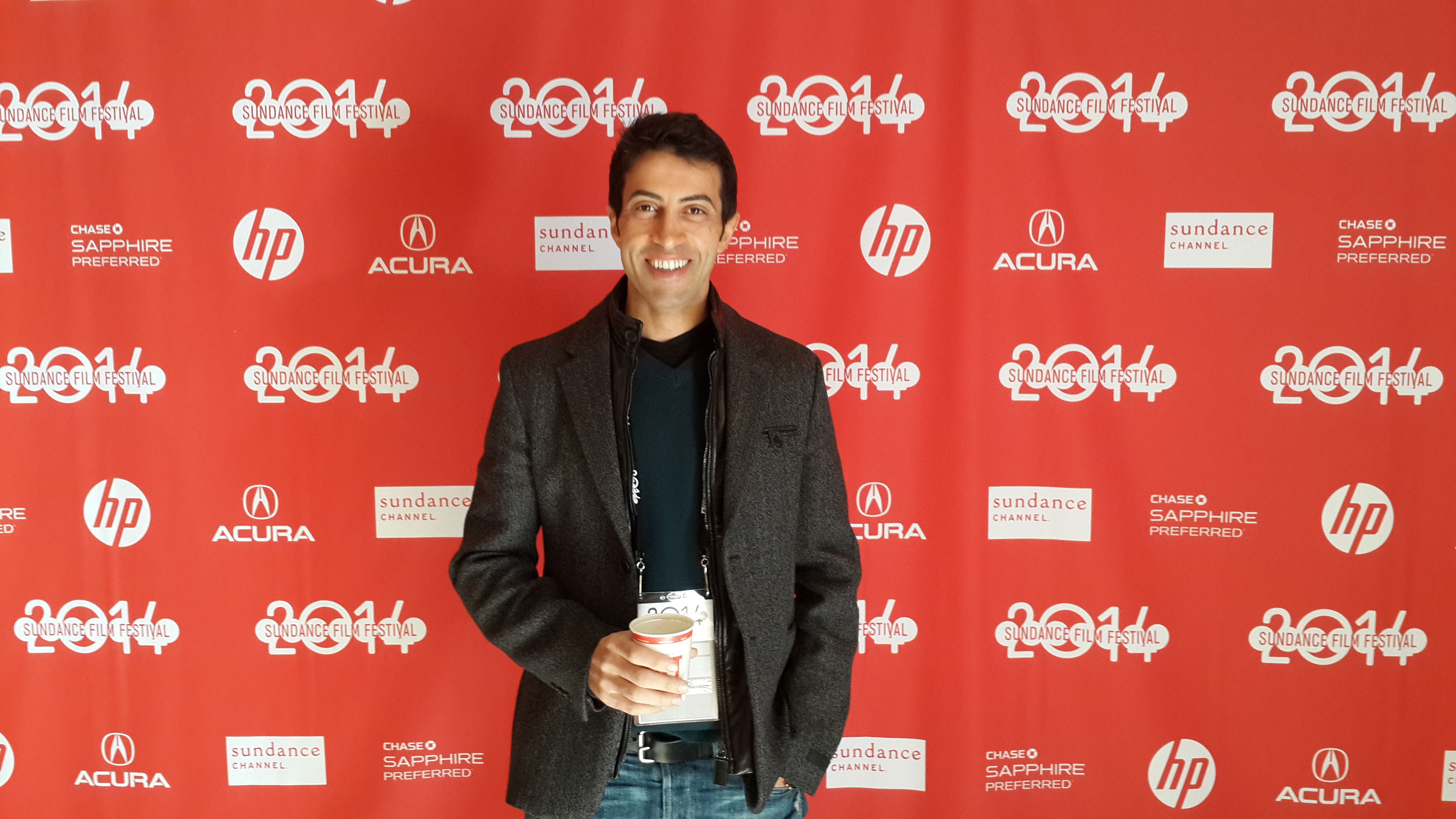
Surnommé « le Prince Vert », Mosab Hassan Yousef au festival Sundance (2014).

Converti secrètement au christianisme protestant évangélique, Mosab Hassan met un terme à sa relation avec le Shin Bet en 2007, et quitte la Cisjordanie pour les États-Unis via la Jordanie. Il y révèle sa conversion au christianisme, d'autant plus scandaleuse pour sa famille qu'elle est publiée dans un journal israélien, Haaretz. Puis, il publie son autographie Le Prince vert. Il ne peut cependant obtenir le droit de rester aux États-Unis que grâce au témoignage de son ancien agent de liaison au Shin Bet, Gonen Ben Yitzhak (en), qui se découvre à cette occasion, pour témoigner en sa faveur.
Devenu un adepte du yoga, il se rend en Thaïlande pour, selon le magazine Lui, y chercher « la rédemption dans la pratique du yoga ».
Il gagne sa vie en donnant des conférences. Il intervient pour des institutions chrétiennes, et aussi juives. Il est intervenu plusieurs fois au Conseil des droits de l'homme des Nations unies pour le compte de l'ONG UN Watch, y faisant sensation en critiquant l'hypocrisie des régimes arabes et en dénonçant le Hamas et les dirigeants palestiniens.
En juillet 2019, son frère cadet Suhib Hassan Yousef suit ses pas en dénonçant, dans une interview] sur la chaîne d'information israélienne N12, la corruption du Hamas dont les cadres à l'étranger sont payés plus de 4 000 dollars par mois et vivent dans le luxe,.
En 2023, lors de la guerre à Gaza, Mosab Hassan Yousef prend fermement position contre le Hamas : « Il nous faut libérer les Palestiniens et libérer Gaza du Hamas ». Il s'exprime ainsi sur de nombreux médias. Il appelle l’État israélien à « éliminer les chefs du Hamas, y compris [son] propre père, si cela peut garantir la libération des otages détenus par le Hamas ». Lors de la réunion du Conseil de sécurité des Nations unies du 11 novembre 2023, Mosab Hassan Youssef est présent dans la délégation israélienne, assis juste dernière l'ambassadeur d'Israël.

## Publications
- (en) Mosab Hassan Yousef (avec la collaboration de Ron Brackin), Son of Hamas - A Gripping Account of Terror, Betrayal, Political Intrigue, and Unthinkable Choices, Carol Stream (Illinois), Tyndale House (en), 2 mars 2010 (ISBN 978-1-4143-3307-6, lire en ligne).
- Mosab Hassan Yousef (trad. Odile Demange et Anatole Muchnik), Le Prince vert - Du Hamas aux services secrets israéliens, Paris, Denoël, coll. « Impacts », 2010, 334 p. (ISBN 978-2-207-10918-2, présentation en ligne).
- (en) Mosab Hassan Yousef et James Beket, From Hamas to America : My Story of Defying Terror, Facing the Unimaginable, and Finding Redemption in the Land of Opportunity, Forefront Books, 2024 (ISBN 978-1637633182)

### Presse
- « C’était en 2017. Débat du Conseil des Droits de l’Homme de l’ONU. Soudain, une voix s’élève », Tribune juive (France),‎ 27 décembre 2021 (lire en ligne, consulté le 28 décembre 2021).
- David Horovitz, « 5 jours surréalistes en Floride passés avec le "Prince vert", le sauveur de vies », The Times of Israel,‎ 17 décembre 2018 (lire en ligne).
- Hadrien Gosset-Bernheim, « Le Judas de Ramallah », LUI,‎ mai 2014 (lire en ligne, consulté le 28 décembre 2021).
- (en) Avi Issacharoff, « Hamas founder's son worked for Shin Bet for years », Haaretz,‎ 24 février 2010 (lire en ligne, consulté le 24 février 2010).
- (en) Amos Harel (en), « When Palestinians keep Israelis safe », Haaretz,‎ 24 février 2010 (lire en ligne, consulté le 24 février 2010).